# Enrico II (vescovo di Acqui)
Enrico II (... – 1258) è stato un vescovo cattolico italiano, vescovo di Acqui dal 1252 alla sua morte.

## Biografia
Forse discendente della famiglia del Carretto o dei marchesi di Incisa Enrico venne nominato vescovo di Acqui il 29 aprile 1252.
Il primo atto conosciuto del vescovo Enrico è la donazione datata 7 giugno 1253 della chiesa di San Filippo a Prasco alle monache di Latronio, le quali avevano già ricevuto in dono nel 1248 la chiesa di Santa Maria dal vescovo Guglielmo Gisalberti.
Il 18 novembre dello stesso anno decreta la costruzione del nuovo paese di Bistagno trasferendo gli abitanti dalla collina alla pianura nei pressi della pieve di Santa Maria.
Il 18 luglio 1256 concesse all'ordine degli umiliati la chiesa di San Bartolomeo, dandogli la possibilità di officiare le celebrazioni liturgiche e di utilizzare il cimitero attiguo.
Il 2 febbraio 1258 diede in affitto alcuni beni vescovili a Cartosio e il 24 maggio redasse il suo testamento in cui lasciava in eredità un terreno al capitolo con l'obbligo di una messa nell'anniversario della sua morte. Questo è l'ultimo atto di Enrico, che morì nello stesso anno.